# Georges-Louis Bouchez
Georges-Louis Bouchez (Frameries, 23 de marzo de 1986)  es un político, abogado belga y valón, parlamentario regional, senador, desde 2019 presidente del Movimiento Reformista .

## Biografía
Obtuvo una licenciatura en derecho en la Facultés universitaires Saint-Louis en 2007 y una maestría en derecho público en la Universidad Libre de Bruselas en 2009. Activista del Movimiento Reformista, ingresó en el gabinete político del vice primer ministro y Didier Reynders . También trabajó como profesor académico. En 2012, fue concejal de la ciudad de Mons y hasta 2016 fue miembro de la junta municipal responsable, para las finanzas, el presupuesto y el empleo. En 2014-2016 formó parte del Parlamento Valón y del Parlamento de la Comunidad Francesa, donde reemplazó a Jacqueline Galant  Posteriormente ocupó diversos cargos en la administración del partido.
En las elecciones de 2019 se postuló sin éxito para la Cámara de Representantes, luego fue postulado para el Senado federal. En noviembre de 2019, se convirtió como nuevo presidente del Movimiento Reformista, derrotando a Denis Ducarme en la segunda vuelta de las votaciones. En 2024 fue elegido  como miembro de la cámara baja del Parlamento belga.